# Евлампьев, Юрий Нилович
Ю́рий Ни́лович Евла́мпьев (19 июня 1966, Чебоксары, СССР) — советский и российский футболист, полузащитник.

## Карьера
Футболом начал заниматься в 7 лет, первый тренер — Анатолий Константинович Финогенов. Первый клуб — команда второй лиги «Азамат». Отыграл два сезона в высшей лиге (1992 — «Факел» Воронеж, 1994 — «Крылья Советов» Самара). В дальнейшем выступал за клубы первого и второго дивизионов, с 2007 — в «Зените» Челябинск.
В Премьер-лиге провел 40 игр, забил 4 мяча.
Старший брат Вячеслав в 1983 году играл во второй лиге за «Сталь» Чебоксары, в 2006 году тренировал женский клуб «Рязань-ВДВ».

## Достижения
- Бронзовый призёр зоны «Урал-Поволжье» Второго дивизиона: 2007